# داگ (مجارستان)
داگ (به مجاری:  Dág) یک شهرداری در مجارستان است که در ناحیه استرگوم واقع شده‌است. داگ ۱۱٫۸۸ کیلومتر مربع مساحت و ۹۹۸ نفر جمعیت دارد.